# Hoya andalensis
Hoya andalensis ist eine Pflanzenart der Gattung der Wachsblumen (Hoya) aus der Unterfamilie der Seidenpflanzengewächse (Asclepiadoideae).

## Merkmale
Hoya andalensis ist eine ephipytische, hängende Pflanze. Die Triebe sind grün und bedeckt mit feinen Flaumhaaren. An der Unterseite der Triebe befinden sich zahlreiche, gerundet-kegelförmige Luftwurzeln. Die gegenständigen Blätter sind gestielt, die gekrümmten Blattstiele sind etwa 1 cm lang. Die meisten Blattpaare sind auf eine Seite (Außenseite) des Triebes gewendet. Die Internodien sind 4,5 bis 7 cm lang (meist um 5 cm). Die Blattspreiten sind eiförmig, 5 cm lang und 2,2 cm breit. Die Basis ist gerundet bis keilförmig, der Apex ist stumpfwinklig Die Oberseite der Spreiten ist grün, die Unterseite ist deutlich heller. Die Oberseite ist weitgehend kahl, lediglich nahe der Basis sitzen einige Härchen. Die Unterseite ist granulös mit feinen Härchen entlang der Mittelrippe. Die Ränder sind nach unten gebogen. An der Ansatzstelle der Blätter sitzen sehr kleine rudimentäre Drüsen.
Die doldenförmigen Blütenstände entspringen den Blattachseln und tragen bis 18 Blüten. Die Oberseite der Scheindolde ist flach, sie hängt nach unten. Die Blüten in einem Blütenstand öffnen sich nach und nach. Die fein flaumig behaarten Blütenstandsstiele sind 5 cm lang und gekrümmt. Die hellgrünen, gekrümmten Blütenstiele sind 1,5 bis 2,4 cm lang und messen im Querschnitt 0,09 cm. Die kleinen Kelchblätter sind außen granulös. Sie erreichen in der Länge nicht ganz den Sinus der von den Kronblätter gebildet wird. Sie sind ungefähr 10 mm lang und max. etwa 10 mm breit. Die Blütenkrone hat einen Durchmesser von **
Die Kronblattzipfel sind stark zurück gebogen und dicht flaumig behaart auf der Innenseite. Sie sind basal verwachsen, die freien Zipfel sind nicht zu sehen, da sie völlig untergeschlagen sind. Die Oberfläche der Kronblattzipfel ist kristallweiß mit leichter Rosatönung. Die Spitzen der Zipfel sind jedoch kahl. Die Zipfel sind an der Basis 2,8 mm breit und 3,5 mm lang. Die Außenseite der Kronblattzipfel ist kahl.  Die Nebenkrone sitzt etwas abgesetzt auf der Blütenkrone. Die Nebenkronenzipfel erreichen gerade die Sinus, die von den Kronblattzipfeln gebildet werden. Der innere Fortsatz ist oben granulös und erreicht nicht die Mitte, der äußere Fortsatz ist fleischig und kahl, und am äußeren Ende gespalten (bifid). Der Staubbeutelfortsatz ist membranös, dreieckig und neigen sich über dem Griffelkopf zusammen.
Die Pollinia sind länglich und schmal, der Apex ist gerundet. Sie messen 590 µm in der Länge und 190 µm  in der Breite. Die Caudiculae sind sehr kurz, 50 µm lang und 20 µm dick, und sind am Ansatz zum Corpusculum stark verdickt. Das Corpusculum ist sehr klein, 120 µm lang und 120 µm breit.

## Ähnliche Art
Die Art ähnelt Hoya bilobata Schlechter ist aber in den meisten Merkmalen deutlich größer. Weitere Unterschiede sind: das Zentrum der Nebenkrone ist gelblich mit einer granulösen Oberseite. Die Caudiculae sind kurz und das Corpusculum ist klein und eiförmig.

## Geographische Verbreitung und Habitat
Die Art ist bisher nur von der Typuslokalität bei Padang, Sumatra, Indonesien bekannt. Das Typusexemplar wurde dort in einem jungen Sekundärwald gesammelt.

## Taxonomie
Das Taxon Hoya andalensis wurde 2005 von Robert Dale Kloppenburg beschrieben. Das Typmaterial stammt von einer Pflanze in Kultur. Der Holotypus wird unter der Nr. #20051 im Herbarium der University of California at Berkeley aufbewahrt. Kloppenburg stellte sie in die Sektion Acanthostemma (Blume) Kloppenburg. Die ursprüngliche Pflanze wurde von E. de Vogel und J. Vemaden bei Padang, Sumatra unter der Nummer IPPS 1775 gesammelt.
Der Art ist von Plants of the World online als gültiges Taxon akzeptiert.